# Oláh Dezső (labdarúgó)
Oláh Dezső (1935. január 8. –) labdarúgó, hátvéd.

## Pályafutása
1955 és 1967 között a Salgótarján labdarúgója volt. 1955. március 6-án mutatkozott be az élvonalban a Szolnoki Légierő ellen, ahol csapata 2–0-s győzelmet aratott. Tagja volt az 1958-as és 1967-es magyar kupa-döntős csapatnak. Az élvonalban összesen 202 mérkőzésen lépett pályára és két gólt szerzett.

## Sikerei, díjai
- Magyar kupa (MNK)
  - döntős: 1958, 1967